# Mato Grande (Cabo Verde)
Mato Grande (Crioulo cabo-verdiano, ALUPEC: Matu Grandi)  é uma vila na ilha Brava, Cabo Verde.

## Vilas próximos ou limítrofes
- Furna, norte
- Santa Bárbara, nordeste
- (Cidade) Nova Sintra, oeste